# Городское поселение город Горбатов
Городское поселение город Горбатов — муниципальное образование в составе Павловского района Нижегородской области России. Административный центр — город Горбатов.

## История
Городское поселение город Горбатов образовано Законом Нижегородской области от 15 июня 2004 года № 60-З «О наделении муниципальных образований - городов, рабочих посёлков и сельсоветов Нижегородской области статусом городского, сельского поселения», установлены статус и границы муниципального образования.
В 2009 году к городскому поселению город Горбатов присоединено сельское поселение Чмутовский сельсовет.

## Население
| 2002  | 2008  | 2009  | 2010  | 2011  | 2012  | 2013  |
| ----- | ----- | ----- | ----- | ----- | ----- | ----- |
| 3591  | ↘2322 | ↘2281 | ↗2813 | ↘2267 | ↗2753 | ↘2664 |
| 2014  | 2015  | 2016  | 2017  | 2018  | 2019  | 2020  |
| ↘2592 | ↘2493 | ↘2423 | ↘2387 | ↘2335 | ↘2286 | ↘2236 |

## Состав городского поселения
| №  | Населённый пункт | Тип населённого пункта        | Население |
| -- | ---------------- | ----------------------------- | --------- |
| 1  | Борок            | деревня                       | ↘55       |
| 2  | Верхнее Кожухово | деревня                       | ↘7        |
| 3  | Горбатов         | город, административный центр | ↗2009     |
| 4  | Лисёнки          | деревня                       | ↘9        |
| 5  | Мещёра           | деревня                       | ↘8        |
| 6  | Мунькино         | деревня                       | ↘5        |
| 7  | Нижнее Кожухово  | деревня                       | →0        |
| 8  | Низково          | деревня                       | ↘20       |
| 9  | Окулово          | село                          | ↘4        |
| 10 | Пестряково       | деревня                       | ↘1        |
| 11 | Погорелка        | деревня                       | ↘12       |
| 12 | Поляна           | деревня                       | ↘1        |
| 13 | Попадьино        | деревня                       | ↘151      |
| 14 | Пруды            | деревня                       | ↘12       |
| 15 | Сосновка         | деревня                       | ↘5        |
| 16 | Чмутово          | село                          | ↘237      |
| 17 | Чубалово         | деревня                       | ↘8        |